# Queilén
Queilén – miasto w Chile, w regionie Los Lagos, w prowincji Chiloé.